# Kojdanów (stacja kolejowa)
Kojdanów (biał. Койданава, ros. Койданово) – stacja kolejowa w miejscowości Dzierżyńsk, w rejonie dzierżyńskim, w obwodzie mińskim, na Białorusi. Leży na linii Moskwa - Mińsk - Baranowicze - Brześć.
Nazwa stacji pochodzi od dawnej nazwy Dzierżyńska, którą miasto nosiło do 1932. Po zmianie nazwy miasta stacja kolejowa zachowała dawną nazwę.

## Historia
Stacja powstała w XIX w. na drodze żelaznej moskiewsko-brzeskiej pomiędzy stacjami Fanipol i Niehorele.